# Bitis olduvaiensis
 Bitis olduvaiensis  ist eine ausgestorbene Art der afrikanisch-arabischen Puffottern innerhalb der Vipern (Viperidae). 
Wissenschaftlich beschrieben wurde sie nach zwei fossilen Unterkiefern sowie mehreren Wirbeln in der Olduvai-Schlucht im Norden von Tansania. Ein weiterer Kiefer und mehrere Wirbel stammen aus Laetoli, südlich der Olduvai-Schlucht. Bei diesen Fossilien ist allerdings unklar, ob sie tatsächlich zu dieser Art oder zu der rezenten Puffotter (Bitis arietans) gehören.
Die Fossilfunde von Bitis olduvaiensis werden auf das späte Pliozän oder das frühe Pleistozän datiert. Die Art hat also bis vor weniger als zwei Millionen Jahren gelebt, wobei sie in ihrer Lebensweise und ihrem Aussehen der Puffotter ähnlich war und darum wie diese in die Gattung Bitis (Puffottern) eingeordnet wird.
Erstmals beschrieben wurde Bitis olduvaiensis durch Jean-Claude Rage 1973.